# Wasaline
Wasaline är ett finsk-svenskt rederi för passagerartrafik mellan Sverige och Finland med huvudkontor i Vasa, Finland. Bolaget har sitt ursprung i de tidigare rederierna Vasa–Umeå AB (1948-1979), Oy Vaasanlaivat – Vasabåtarna Ab (1979–1991) och Wasa Line AB (1991–1993).

## Historik

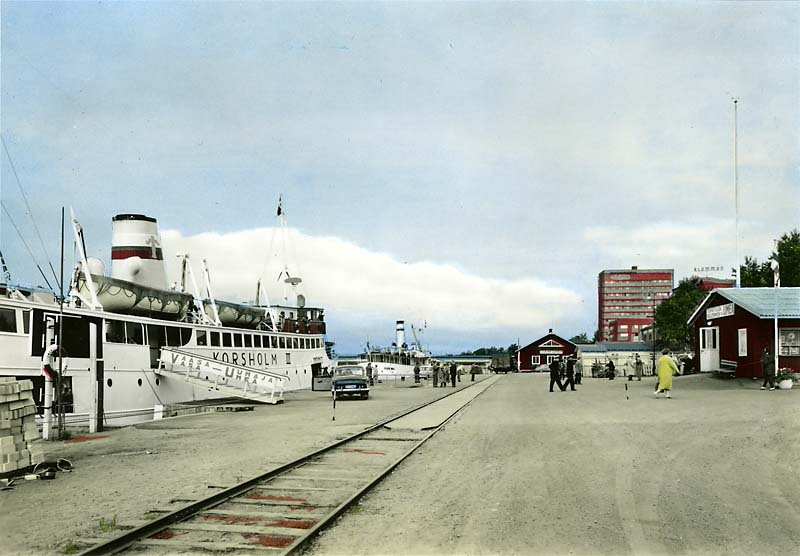
1962. Färjan S/S Korsholm III vid stadskajen i Umeå

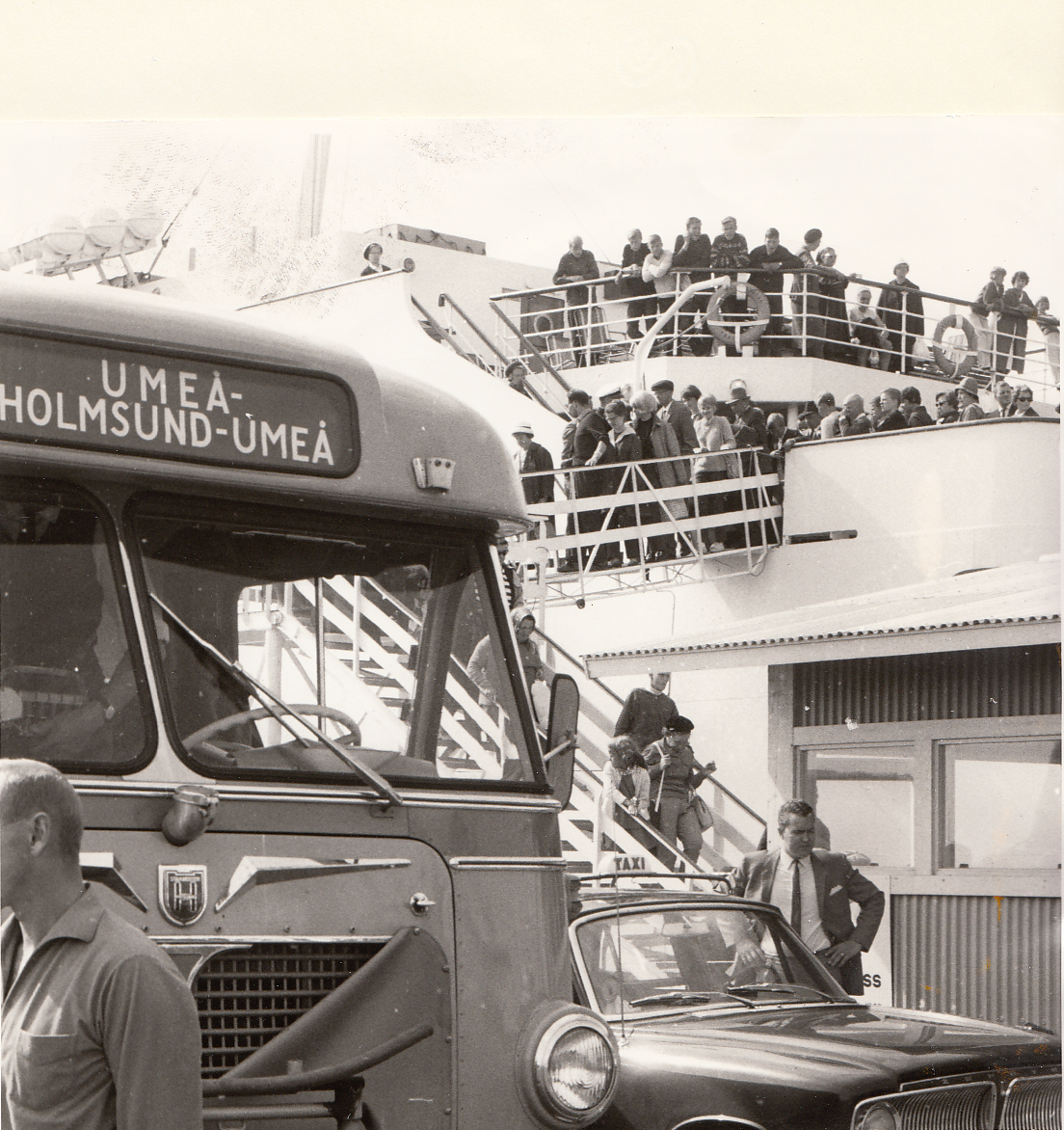
1965. Passagerare på finlandsfärjan Wasa Express stiger i land i Holmsund.

Den 20 maj 1948 grundades rederiaktiebolaget Vasa-Umeå AB. Samma dag köpte man för 4 750 000 mark ångfartyget S/S Pörtö av rederiet Suomi Shipping Oy som året tidigare trafikerat linjen Vasa-Umeå med samma fartyg. Vasa-Umeå AB döpte om Pörtö till S/S Turisten och genomförde den första resan till Umeå den 28 maj. Den samlade vinsten för bolagets första verksamhetsår uppgick till 254 258 mark.
År 1958 köpte Merivienti Oy, ett dotterbolag till skogskoncernen Enso-Gutzeit, aktiemajoriteten i Vasa-Umeå AB och i samband med detta köptes S/S Korsholm III in, den första bilfärjan i Kvarkentrafik med plats för 35 bilar.
År 1960 grundade rederiet en egen resebyrå under namnet Polaris. År 1965 ändrades åter igen rederiets namn, nu till Vaasa-Umeå AB. I takt med att trafiken utvecklades ökade möjligheterna till etableringar av nya linjer. År 1967 inleddes den första trafiken Vasa–Sundsvall. Försökstrafik inleddes 1971 på Sundsvall–Björneborg. Linjen lades ned efter två säsonger på grund av låg lönsamhet.
Det är inte fullt 70 km mellan Vasa och Umeå hamn i Holmsund) och de större färjorna avverkade under 1970-talet sträckan på knappt fyra timmar, en tidsrymd som rederiet även senare föredrog för att passagerarna skulle hinna handla och göra av med pengar på fartygen. Sträckan Sundsvall–Vasa tog omkring nio timmar.
År 1979 köpte Enso-Gutzeit resterade aktier i företaget och rederiets namn ändrades till Oy Vaasanlaivat – Vasabåtarna AB. Redan 1982 såldes företaget till Rederi Ab Sally. Vasabåtarna Ab fanns dock kvar.

Vasabåtarnas logotyp 1979-1991 och 2013.

År 1989 förenade Effoa och Johnson Line Ab sin sammanlagda passagerartrafik – i vilken bland annat Rederi Ab Sally ingick – till Rederi Ab Effjohn. I bolaget ingick även Silja Line. År 1989 köpte Vasabåtarna även upp Jakob Lines Ab, grundat 1969 av Jakobstad stad. Man fick viss konkurrens av KG-Line på linjen Kaskö–Gävle.
År 1990 gav Vasabåtarna ett högt bud på att chartra KG-Lines M/S Scandinavia och fick på så vis slut på konkurrensen.
År 1991 överfördes Vasabåtarna till det större Silja Line och bytte namn till Wasa Line.
År 1993 tog Silja Line över Wasa Line, varefter fartygen i Kvarkentrafiken började gå under Silja Lines namn.
Under 2012 köpte Vasa stad och Umeå kommun rättigheterna till namnet Vasabåtarna och den 1 december lanserades rederiets nya webbplats. Den 1 januari 2013 återupptogs trafiken på Vasa–Umeå av det nya rederiet under namnet Vasabåtarna med samma logotyp och grafiska profil som föregångaren. Den 13 maj 2013 bytte rederiet namn till Wasaline.

## Isvägen
Under svåra vintrar har den lättare trafiken ibland kunnat ske över isen, men senast det plogades väg över var på 1960-talet.
Under vinterkriget behövde det svårt trängda Finland leveranser av krigsmateriel, samtidigt som landet måste exportera bland annat pappersprodukter. Östersjön var till stor del frusen och där hotade sovjetiska ubåtar. Järnvägförbindelsen via Torneå och Haparanda räckte inte till. Över den tillfrusna Kvarken mellan Vasa och Holmsund öppnades då en isväg, där svenska och finska lastbilar i mörker och kyla forslade avsevärda mängder gods till och från Finland. Denna dramatiska trafik kallas för Kvarkentrafiken medan det på finska sidan ofta gick under namnet "Vintergatan".

## Linjer som trafikerats
| Linje                | Öppnad     | Stängd     | Notering                                                           |
| -------------------- | ---------- | ---------- | ------------------------------------------------------------------ |
| Sundsvall–Björneborg | 1971       | 1972       |                                                                    |
| Skellefteå–Jakobstad | 1990       | 1992       |                                                                    |
| Skellefteå–Karleby   | 1990       | 1992       |                                                                    |
| Umeå–Karleby         | 1985       | 1985       |                                                                    |
| Umeå–Jakobstad       | 1990       | 1992       |                                                                    |
| Umeå–Vasa            | 1948, 2013 | 1993       | Övertagen av Silja Line 1993-2000, RG Line 2001-2011.              |
| Sundsvall–Vasa       | 1967       | 1993       | Övertagen av Silja Line 1993 som gjorde sista turen 1996.          |
| Örnsköldsvik–Vasa    | 1955, 1986 | 1974, 1991 |                                                                    |
| Härnösand–Vasa       | 1956       | 1956       | Trafikstart 12 juni. Stängd 8 augusti på grund av dålig lönsamhet. |

## Fartyg som varit i trafik
- S/S Turisten (1948)
- S/S Korsholm (1948–1959)
- S/S Korsholm II (1955–1962)
- S/S Korsholm III (1958–1967)
- S/S Örnen (1959–1966)
- M/S Vaasa (1962–1964)
- M/S Wasa Express (1964–1975)
- M/S Botnia Express (1967–1975)
- M/S Polar Express (1970–1984)
- S/S Örnen (1969)
- M/S Fenno Express (Mall:IMO) (1971–1985)
- M/S Scania Express (IMO 6402999) (1971–1976)
- M/S Wasa Express (IMO 7128887) (1976–1983, 1984–1988)
- M/S Botnia Express (IMO 7224370) (1979–1992)
- M/S Wasa Star (1981–1982)
- M/S Sally Express (IMO 7349601) (1983–1984)
- M/S Wasa Express (IMO 7018599) (1983–1984)
- M/S Bolero (1985)
- M/S Fennia (IMO 6600462) (1986–1993)
- M/S Jet Cat (1988)
- M/S Wasa Prince (1989–1991)
- M/S Fenno Star (1990–1991)
- M/S Wasa King (IMO 7921033) (1991–1993)
- M/S Wasa Queen (IMO 7360198) (1992–1993)
- M/S Wasa Express (IMO 8000226) (2013–2021)
- M/S Aurora Botnia (IMO 9878319) (2021–)

## Passagerarantal
| År   | Antal   | Noteringar                                    |
| ---- | ------- | --------------------------------------------- |
| 2022 | 267 757 |                                               |
| 2021 | 107 659 | M/S Wasa Express ersätts av M/S Aurora Botnia |
| 2020 | 57 000  | Kraftig minskning pga coronarestriktioner     |
| 2019 | 204 704 |                                               |
| 2018 | 212 112 |                                               |
| 2017 | 199 657 | —                                             |
| 2016 | 184 144 | —                                             |
| 2015 | 168 557 | —                                             |
| 2014 | 161 710 | —                                             |
| 2013 | 153 705 | —                                             |
| 1974 | 322 029 | —                                             |
| 1966 | 100 000 | —                                             |
| 1955 | 17 041  | —                                             |
| 1948 | 6 690   | —                                             |